# Archipines apicicornis
Archipines apicicornis es una especie de coleóptero de la familia Endomychidae. La especie fue descrita científicamente por Maurice Pic en 1930.

## Subespecies
- Archipines apicicornis apicicornis (Pic, 1930)

= Phalantha apicicornis Pic, 1930
- Archipines apicicornis championi (Gorham, 1889)

= Phalantha championi Gorham, 1889
- Archipines apicicornis elongata (Pic, 1928)

= Phalantha elongata Pic, 1928

## Distribución geográfica
Habita en Argentina, Brasil, Colombia, Costa Rica, Panamá, Paraguay, Perú.